# Informacijski posrednik
Informacijski posrednik je osoba ili tvrtka koja pretražuje informacije za klijente. Slična upotreba informacijskih posrednika uključuje istraživanje tržišta, ali može uključitivati i gotovo bilo koji tip informacijskih istraživanja.

## Povijest
Godine 1977. Kelly Warnkene objavio je prvi informacijski imenik koji se nastavlja objavljivati i toliko se proširio da je zaokupio internacionalno zanimanje. Association of Independent Information Professionals, prvo profesionalno udruženje posvećeno informacijskim posrednicima, osnovano je u Milwaukeeu 1987. godine. Zvanje vuče korijenje još iz 1937. kada su knjižničari i drugi informacijski stručnjaci osnovali organizaciju  American Society for Information Science and Technology  u pokušaju za utemeljenjem vlastitih profesionalnih identiteta koji će biti odvojeni od javnih knjižnica. 

## SF
U fikcijama, informacijski posrednici uglavnom pronalaze podatke za glavne likove priča. Fikcijski informacijski posrednici mogu biti od različite važnosti i koristiti različite metode. Na primjer, haker može biti informacijski posrednik, iako on ponekad samo prenosi bilo koje informacije koje nađe na glavni lik. Ostali posrednici mogu memorirati podatke i tajno obavijestiti o glavnim likovima. Također, plaćanje članarine nije uvijek uključeno. Informacijski posrednik može biti u vezi s glavnim likom ili sam bit glavni lik. Primjer informacijskog posrednika u suvremenim fikcijama je DC Comics' superheroine, the Oracle.

## U Hrvatskoj
Status informacijskog posrednika u Hrvatskoj ustanovljen je zakonom o elektroničkoj ispravi. Taj je dokument donio hrvatski Sabor 15. veljače 2005. godine. U tom zakonu u članku 10. stoji kako je informacijki posrednik pravna ili fizička osoba koja u ime drugih obavlja otpremu, prijenos i čuvanje elektroničkih isprava.
No, postoji i još jedan kutak iz kojega možemo sagledati informacijskog posrednika. U elektroničkom poslovanju, naime, postoje razni tipovi poslovnih modela i upravo je jedan od inih i model iformacijskog posrednika koji podrazumijeva internetske tvrtke specijalizirane za prikupljanje, obradu i omogućavanje korištenja podataka o potrošačima.